# Portada/efemèride gener 20
André-Marie Ampère
« 19 de gener · 20 de gener · 21 de gener »